# Крнці
Крнці (словен. Krnci) — поселення в общині Моравське Топлице, Помурський регіон, Словенія. Висота над рівнем моря: 239 м.